# The Coin
The Coin — короткометражний фільм, драма, знятий Сергієм Шляхтюком та Юрієм Алексеенко.  Історія про чоловіка, чиє життя протягом останніх шести місяців змінилося настільки, що він ледве може впізнати себе сам... Він застряг між двома світами, він не має сьогодення, він живе в минулому, якого більше не існує. 

## Синопсис
Історія про чоловіка, життя якого за останні пів року змінилося на стільки, що він ледь впізнає себе у дзеркалі, але все одно не може відпускає минуле… Він застряг між двома вимірами, у нього немає сьогодення, він живе минулим, якого вже не існує. Він не може ухвалити рішення, його внутрішній голос намагається достукатися до нього, але він занадто заплутався.

## У ролях
- Сергій Шляхтюк — Jef
- Наталія Бадер — Girlfriend
- Павло Грабовський — Stanly
- Зедек Мейстреллі — Coworker
- Антон Грабовський — Bully #1
- Вадим Безверхній — Bully #2
- Сергій Бучок — Bully #3

## Знімальна група
- Режисери: Сергій Шляхтюк, Юрій Алексеенко
- Сценаристи: Сергій Шляхтюк, Денис Корнійчук
- Продюсер: Сергій Шляхтюк
- Оператор-постановник: Сергій Субботін
- Другий режисер: Антон Резніченко
- Монтаж: Сергій Шляхтюк, Сергій Субботін
- Художник по гриму: Світлана Дроздова
- Звукорежисер: Анатолій Стойков
- Постановник трюків: Костянтин Чужицький
- Асистент постановника трюків: Олексій Василік

## Цікаві факти
У основу сюжету фільму лягла справжня історія, яку почули сценаристи Сергій Шляхтюк та Денис Корнійчук, і потім вирішили її екранізувати. У фільмі використовувалася та сама, справжня монетка з історії.